# Llengües del Golf
Les llengües del Golf és una família lingüística hipotètica de llengües ameríndies composta per les llengües muskogi juntament amb quatre famílies extingides de llengües aïllades: natchez, tunica, atakapa, i (possiblement) chitimacha.
Aquesta família lingüística fou proposada per Mary Haas (Haas 1951, 1952), però la família no ha estat rigorosament establerta pel mètode comparatiu. Lingüistes històrics com Lyle Campbell (Campbell i Mithun 1979, Campbell 1997) afirma que la relació no estat provada, malgrat que un cert nombre d'estudiosos muskogi creuen que el muskogi està relacionat amb el natchez (Campbell 1997:305).
Tanmateix, una sèrie d'especialistes en llengües muskogi, incloent Mary R. Haas i Pamela Munro (Munro, 1995) han considerat la hipòtesi d'una família de llengües del Golf com a prometedor; Haas creu que l'idioma més proper al muskogi seria natchez, seguit de tunica, atakapa i, més dubtosament, chitimacha. Una dificultat en l'avaluació de la hipòtesi és la manca de dades disponibles. La majoria de les dades sobre chitimacha i natchez encara és inèdita i es manté als arxius.